# Владимир Капор
Владимир Капор (Билећа, 16. јун 1911 — Нови Сад, 2. март 1983) је био правник и редовни професор.

## Биографија
Средњу школу и Правни факултет завршио је у Суботици. Од 1936. до 1941. радио је као службеник Државне хипотекарне банке у Београду, а за вријеме Другог свјетског рата био је заробљен у њемачком логору у Оснабрику. Након завршетка рата био је правни савјетник у Државној инвестиционој банци у Београду, а 1947. изабран је за асистента на Правном факултету у Београду. На истом факултету докторирао је 1951. одбранивши тезу Неосновано обогаћење у грађанском праву. Исте године биран је у звање доцента на предметима Грађанско право и Привредно право, а 1956. у звање ванредног професора. Од 1961. радио је на Правном факултету у Новом Саду, гдје је биран у звање редовног професора привредног права, био декан у два мандата (1963–1967), дугогодишњи шеф Катедре грађанскоправних наука и први главни уредник (1966–1969) часописа „Зборник Правног факултета у Новом Саду“. Од 1969. до 1971. био је проректор Универзитета у Новом Саду. Године 1979. изабран је за редовног члана Војвођанске академије наука и уметности, у оквиру које је био секретар Одељења за друштвене науке. Био је привремени судија Врховног привредног суда у Београду и Вишег привредног суда у Новом Саду, члан Правног савета Савезног извршног већа, арбитар Спољнотрговинске арбитраже при Привредној комори Југославије, стални члан – сарадник Матице српске, односно секретар њеног Одељења за друштвене науке. Одликован је Орденом заслуга за народ са сребрном звијездом, Орденом Републике са сребрним вијенцем и Орденом рада са црвеном заставом.
Добитник је и Награде ослобођења Војводине (1982).